# نوبار آفه‌یان
نوبار آفه‌یان (ارمنی: Նուբար Աֆեյան ‏۲۵ ژوئیهٔ ۱۹۶۲) یک کارآفرین ارمنی‌تبار زاده لبنان ساکن ایالات متحده آمریکا است. آفه‌یان تحصیلات عالیه خود را در دانشگاه ماساچوست در ایالات متحده آمریکا به اتمام رساند.
از بزرگ‌ترین دست‌آوردهای او می‌توان به بنیانگذاری جایزه آرورا به همراه وارتان گریگوریان و روبن وارطانیان اشاره کرد.

## زندگی‌نامه
وی در ۲۵ ژوئیه ۱۹۶۲ در بیروت به دنیا آمد. وی از مؤسسه فناوری ماساچوست فارغ‌التحصیل شد.

## جستارهای وابسته

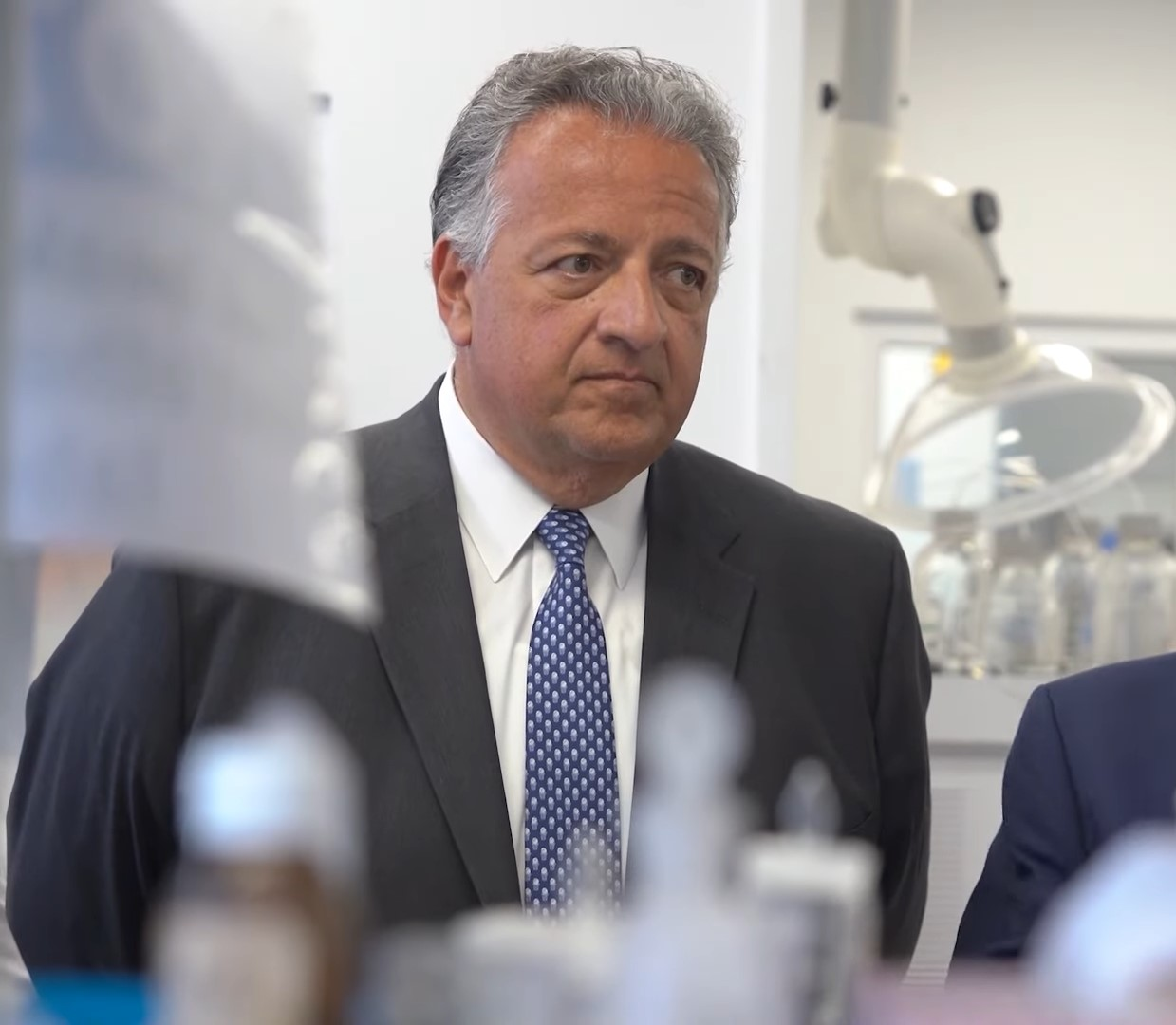